# Comlux
Comlux es una línea aérea con sede en Zúrich, Suiza. Brinda servicios en los campos de operaciones de aeronaves y gestión de vuelos chárter, ventas y adquisiciones de aeronaves, mantenimiento y actualizaciones.

## Comlux Aviation
Comlux Aviation ofrece servicios de gestión y operaciones de aeronaves a clientes VIP. Con 5 aviones de la familia Airbus ACJ en la flota, Comlux Aviation es el operador VIP de Airbus más grande del mundo. Comlux Aviation también opera una de las flotas más grandes de aviones ejecutivos de Bombardier y desde septiembre de 2011 ha operado un Boeing 767BBJ VIP disponible para vuelos chárter. Comlux opera comercialmente bajo 4 AOC : 9H Malta, P4 Aruba, UP Kazajistán y T7 San Marino . Las oficinas comerciales de Comlux Aviation se encuentran en Zúrich, Moscú, Almaty y Hong Kong. OneAbove by Comlux proporciona soluciones de vuelos chárter VIP con la flota de Comlux Aviation y sus redes de operadores acreditados en todo el mundo.

## Flota
Comlux opera una flota de aviones corporativos y VIP de los siguientes tipos:
- Airbus A319CJ
- Bombardier Challenger 850
- Bombardier Challenger 605
- Bombardier Global 6000
- Embraer Lineage 1000
- Boeing 767-200ER
- Embraer Legacy 650
- Sukhoi Superjet 100 (2 pedidos en octubre de 2011,[1] 1 entregado) (lanzamiento Cliente de Europa Occidental)
- Boeing 777-200LR
- Pilatus PC-24

Los aviones vuelan por todo el mundo, incluidas las bases operativas de la aerolínea en el Aeropuerto Internacional de Malta, Aeropuerto Internacional de Almatý, y el Aeropuerto Internacional de Moscú-Vnúkovo .
A principios de 2015 Comlux anunció que había encargado dos Boeing 737 MAX 8 Business Jets.
En febrero de 2016, Comlux anunció un nuevo pedido de 3 Airbus 320neo propulsados por motores CFM International Leap-1A .

## Comlux Aruba

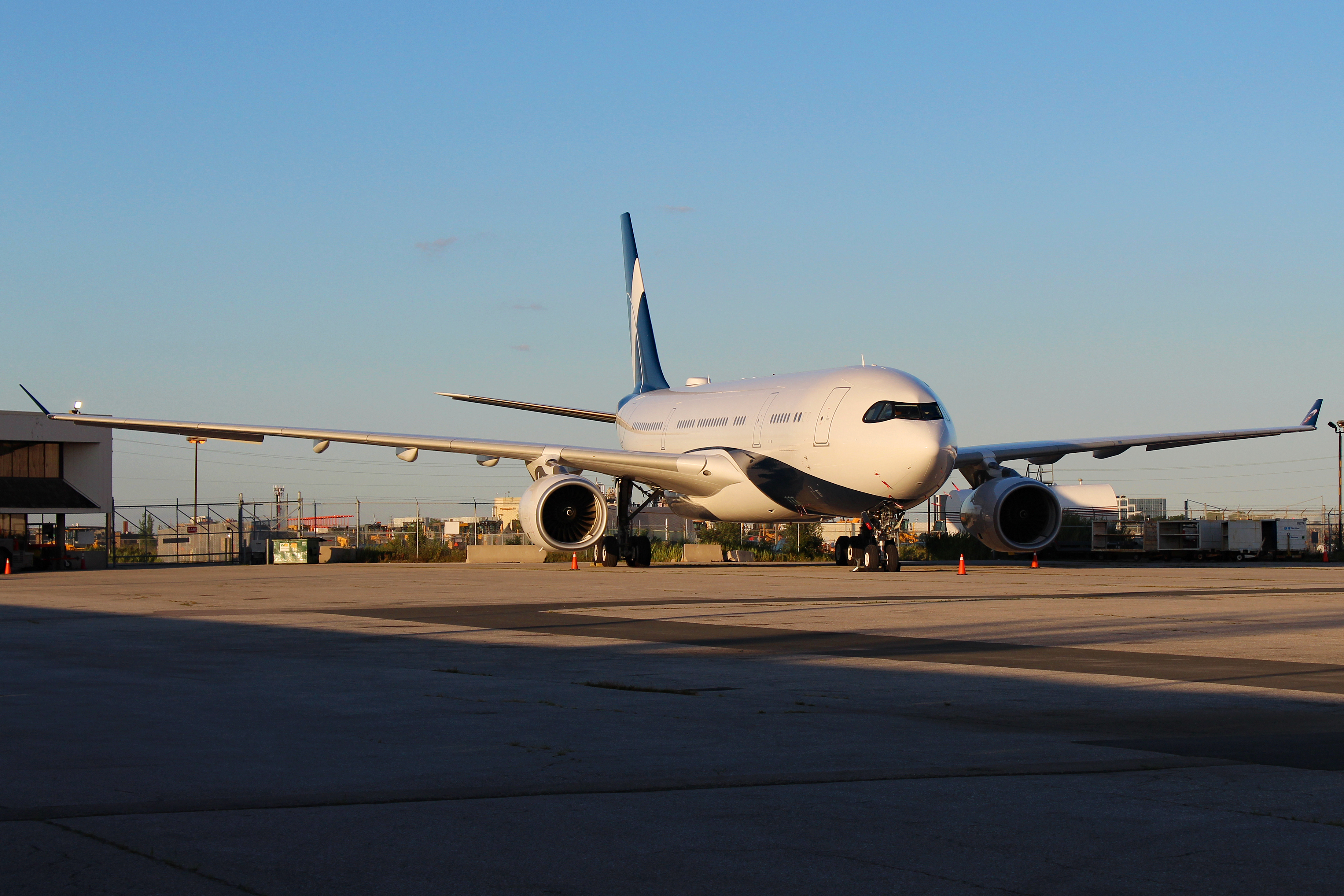
Airbus A330 de Comlux Aruba en el Aeropuerto Internacional Toronto Pearson

La flota de Comlux Aruba consiste de las siguientes aeronaves (a agosto de 2019):
- 1 Airbus A319-100CJ
- 1 Airbus A330-200
- 1 Boeing 787[5][6]
- 1 Boeing 767-200ER
- 1 Boeing 777-200LR

## Comlux Kazajistán
Comlux Kazajistán (Comlux KZ) es una subsidiaria de Comlux y opera vuelos chárter y de negocios desde su base de Alma Ata. La flota de Comlux Kazajistán está formada por los siguientes aviones (a agosto de 2017):

#### Flota actual
- 1 Airbus A321 (CJ)
- 1 Airbus A330-200 (CJ)
- 1 Bombardier Challenger 850
- 4 Embraer Legacy 650
- 1 Sukhoi Superjet 100-95BSJ

#### Antigua Flota
La flota de la aerolínea incluía anteriormente:
- 1 Bombardier Global Express XRS
- 1 Embraer 135

## Comlux Malta

#### Flota actual
La flota de Comlux Malta consiste de las siguientes aeronaves (a agosto de 2019): 
- 1 Airbus A318-100 (CJ)
- 1 Airbus A319-100 (CJ)
- 1 Airbus A320-200neo (CJ)

#### Antigua flota
La aerolínea operaba anteriormente la siguiente aeronave (en agosto de 2017):
- 1 Airbus A330-200

## Comlux Completion
Comlux Completion, ubicado en Indianápolis, Indiana, es el centro de terminación dedicado a las grandes cabinas de aviones VIP. El centro está aprobado por Airbus, Boeing y Bombardier. Durante el verano de 2012, Comlux Completion inauguró su nuevo hangar en el Aeropuerto Internacional de Indianápolis.
Comlux también es una instalación de mantenimiento y renovación. Está aprobado para realizar trabajos en aviones Airbus, Boeing, Bombardier y Gulfstream .

## Comlux Transaction
El equipo de transacciones de Comlux tiene su sede en Zúrich y está a cargo de la compra, venta y arrendamiento de aviones VIP. El equipo tiene una red con la comunidad de la aviación comercial y con instituciones financieras.